# Donje Dubrave
Donje Dubrave és una pedania de la ciutat d'Ogulin (comtat de Karlovac) a Croàcia. El 2011 tenia 199 habitants.
La seva primera menció a les fonts històriques es remunta al 1658. Era un assentament d'emigrants ortodoxos refugiats de Bòsnia que era ocupada per els otomans.